# Claus-Günther Budelmann
Claus-Günther Budelmann (* 13. Dezember 1944 in Hamburg) ist ein deutscher Privatbankier. Er war von 1988 bis 2008 bei der Berenberg Bank tätig, dort Sprecher der Gesellschafter und von 2007 bis 2015 britischer Honorarkonsul in Hamburg.

## Leben und beruflicher Werdegang
Claus-Günther Budelmann kam in Hamburg als vierter Sohn von Professor Günther Budelmann, dem späteren Ärztlichen Leiter des Allgemeinen Krankenhauses Hamburg-Harburg, zur Welt und wuchs in Hamburg-Eppendorf auf. In seiner Jugend spielte er Tennis und Hockey im Club an der Alster. Nach seinem Abitur begann er aufgrund einer Freundschaft seines Vaters zu Heinrich Freiherr von Berenberg-Gossler (1907–1997), der geschäftsführende Gesellschafter bei der damaligen Joh. Berenberg, Gossler & Co. KG war, 1965 in dessen Bankhaus eine Ausbildung zum Bankkaufmann. 1968 ging er für Berenberg nach London und entdeckte dort nach eigenem Bekunden „seine Liebe zu allem Britischen“. Aus England zurückgekehrt, machte Heinrich von Berenberg-Gossler 1981 Budelmann zum Generalbevollmächtigten des Bankhauses. 1988 wurde er schließlich Gesellschafter und Mitinhaber der Berenberg Bank und führte das Unternehmen als Sprecher der Gesellschafter bis zu seinem altersbedingten Ausscheiden 2008.

## Ehrenamt
1980 war Budelmann in den Hamburger Anglo-German Club eingetreten und übernahm 1997 nach dem Tod seiner Förderers Heinrich von Berenberg-Gossler von diesem das Amt des Präsidenten, welches er bis heute innehat. 2004 wurde er von Queen Elisabeth II. mit dem Most Excellent Order of the British Empire (MBE) ausgezeichnet.
Im März 2004 wurde Budelmann zunächst Honorarkonsul von Luxemburg. Als zum 29. September 2006 das britische Generalkonsulat am Harvestehuder Weg schloss, fragte der britische Botschafter in Berlin, Sir Peter Torry Budelmann allerdings, ob er nicht als britischer Honorarkonsul in Hamburg wirken wolle. Budelmann gab daraufhin das Honorarkonsulat vom Großherzogtum Luxemburg ab und übte diese Funktion von 2007 bis 2015 für das Britische Königreich aus. 2014 erhielt er das Offizierskreuz des „Most Excellent Order of the British Empire“ (OBE) durch den britischen Botschafter Sir Simon McDonald überreicht.
20 Jahre lang war Budelmann im Club an der Alster Schatzmeister und Zweiter Vorsitzender und ebenfalls fast 20 Jahre bis zum 31. Dezember 2014 Mitglied und stellvertretender Vorsitzender im Beirat der Rickmers-Gruppe.  Er ist u. a. Mitglied im Kuratorium der Stiftung Hamburger Theater Festival, Mitglied im Stiftungsrat der Stiftung Hagenbeck und Vorstandsvorsitzender der Stiftung zur Förderung von Gesundheit und Hochbegabung.
Claus-Günther Budelmann ist verheiratet und hat einen Sohn.